# استوارتسویل (نیوجرسی)
استوارتسویل (به انگلیسی: Stewartsville) یک منطقهٔ مسکونی در ایالات متحده آمریکا است که در گرینویچ، نیوجرسی واقع شده‌است. استوارتسویل ۰٫۳۳۳ کیلومتر مربع مساحت و ۳۴۹ نفر جمعیت دارد و ۹۶ متر بالاتر از سطح دریا واقع شده‌است.